# Depilador elétrico

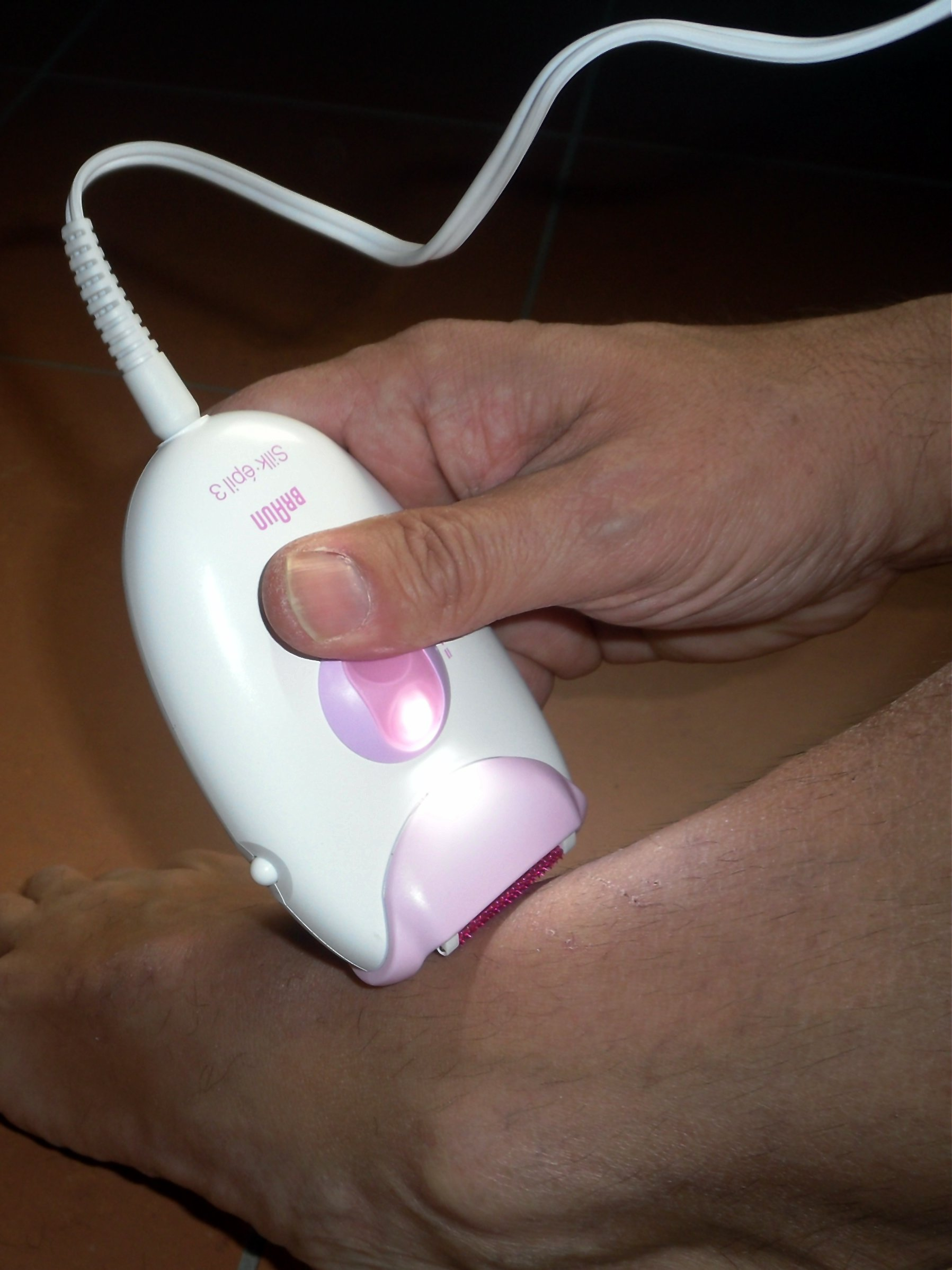
Um depilador elétrico.

Um depilador elétrico é um aparelho utilizado para remoção de pelos do corpo. O processo de depilação através deste aparelho consiste inicialmente no contato do mesmo com a superfície da pele, e em seguida na extração mecânica de vários cabelos simultaneamente utilizando-se discos giratórios.
Esta extração mecânica consiste em agarrar e puxar os cabelos para fora.

## História
O primeiro depilador elétrico da história foi o Epilady, que foi lançado pela primeira vez em Israel, em 1986, pela empresa Mepro . Este primeiro depilador apresentava uma mola helicoidal no interior do invólucro de plástico do dispositivo. O mecanismo nesse aparelho criava uma ação de pinçar permitindo a mola rotativa pegar os pelos e retirá-los para fora.

## Tipos de depiladores

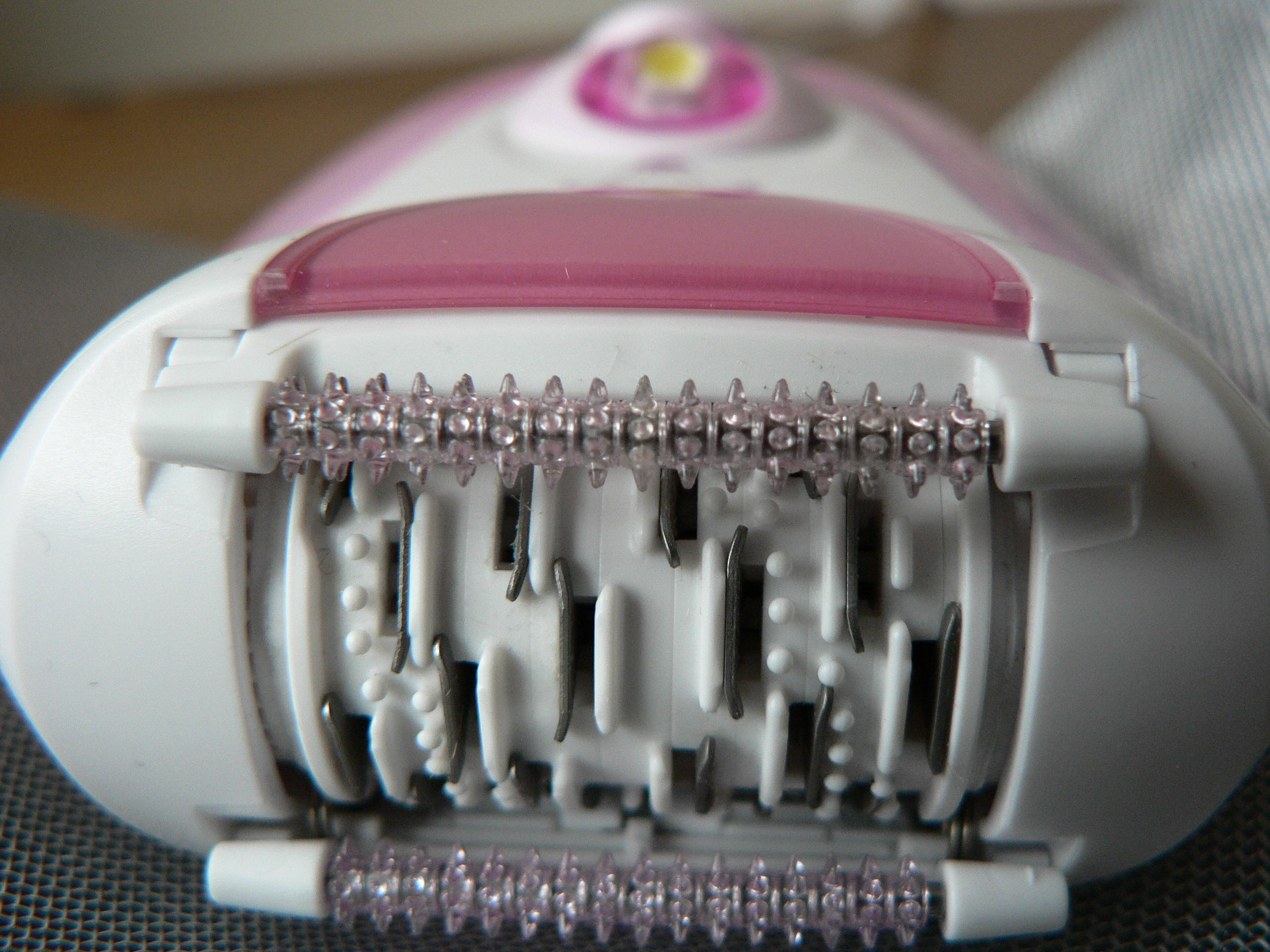
Detalhe de um depilador elétrico.

Os depiladores modernos são projetados para diminuir a sensação de dor, proporcionarem conforto, higiene, entre outras características para atrair o consumidor . Eles podem ter estas características isoladas ou em conjunto em um mesmo aparelho. Segue os tipos de depiladores mais comuns:
- Depiladores com sistema de massagem ativa e/ou sistema de anestesia fria – Este dois sistemas proporcionam conforto e diminuição da dor.
- Depiladores hipoalergênicos - São depiladores que possuem discos hipoalergênicos com íons de prata.
- Depiladores Wet e Dry – São próprios para serem usados durante o banho ou a seco. Ao utilizar durante o banho a que depilação já se torna mais confortável, pois a pele está mais relaxada.
- Depiladores para a linha do biquíni - São modelos projetados com cabeça de depilação de precisão e para remoção de pelos para a linha do biquíni [3].
- Depiladores masculinos – Modelos específicos para o público masculino.